# Freddie Mercury/Diskografie
Diese Diskografie ist eine Übersicht über die musikalischen Werke des britischen Sängers Freddie Mercury. Neben seiner Arbeit mit der Rockband Queen veröffentlichte Freddie Mercury zu Lebzeiten ein Soloalbum sowie eine Zusammenarbeit mit der Opernsängerin Montserrat Caballé. Daneben erschienen einige Singles. Nach seinem Tod wurde sein Solomaterial in mehreren Kompilationen und Wiederveröffentlichungen aufgearbeitet und vermarktet. Den Quellenangaben und Schallplattenauszeichnungen zufolge hat er bisher mehr als 4,3 Millionen Tonträger verkauft, davon alleine in seiner Heimat über 1,3 Millionen. Seine erfolgreichste Veröffentlichung ist die Kompilation The Freddie Mercury Album mit über 1,6 Millionen verkauften Einheiten.

## Alben

### Studioalben
| Jahr | Titel       | Höchstplatzierung, Gesamtwochen, AuszeichnungChartplatzierungen (Jahr, Titel, Platzierungen, Wochen, Auszeichnungen, Anmerkungen) | Höchstplatzierung, Gesamtwochen, AuszeichnungChartplatzierungen (Jahr, Titel, Platzierungen, Wochen, Auszeichnungen, Anmerkungen) | Höchstplatzierung, Gesamtwochen, AuszeichnungChartplatzierungen (Jahr, Titel, Platzierungen, Wochen, Auszeichnungen, Anmerkungen) | Höchstplatzierung, Gesamtwochen, AuszeichnungChartplatzierungen (Jahr, Titel, Platzierungen, Wochen, Auszeichnungen, Anmerkungen) | Höchstplatzierung, Gesamtwochen, AuszeichnungChartplatzierungen (Jahr, Titel, Platzierungen, Wochen, Auszeichnungen, Anmerkungen) | Anmerkungen                                                   |
| Jahr | Titel       | DE | AT | CH | UK | US | Anmerkungen                                                   |
| ---- | ----------- | --- | --- | --- | --- | --- | ------------------------------------------------------------- |
| 1985 | Mr. Bad Guy | DE11 (21 Wo.)DE | AT23 (4 Wo.)AT | CH14 (6 Wo.)CH | UK6 Gold · (24 Wo.)UK | US159 (6 Wo.)US | Erstveröffentlichung: 29. April 1985                          |
| 1988 | Barcelona   | DE41 (20 Wo.)DE | AT24 (7 Wo.)AT | CH18 (8 Wo.)CH | UK15 Silber · (8 Wo.)UK | — | Erstveröffentlichung: 10. Oktober 1988 mit Montserrat Caballé |

### Kompilationen
| Jahr | Titel                                                                  | Höchstplatzierung, Gesamtwochen, AuszeichnungChartplatzierungen (Jahr, Titel, Platzierungen, Wochen, Auszeichnungen, Anmerkungen) | Höchstplatzierung, Gesamtwochen, AuszeichnungChartplatzierungen (Jahr, Titel, Platzierungen, Wochen, Auszeichnungen, Anmerkungen) | Höchstplatzierung, Gesamtwochen, AuszeichnungChartplatzierungen (Jahr, Titel, Platzierungen, Wochen, Auszeichnungen, Anmerkungen) | Höchstplatzierung, Gesamtwochen, AuszeichnungChartplatzierungen (Jahr, Titel, Platzierungen, Wochen, Auszeichnungen, Anmerkungen) | Höchstplatzierung, Gesamtwochen, AuszeichnungChartplatzierungen (Jahr, Titel, Platzierungen, Wochen, Auszeichnungen, Anmerkungen) | Anmerkungen                             |
| Jahr | Titel                                                                  | DE | AT | CH | UK | US | Anmerkungen                             |
| ---- | ---------------------------------------------------------------------- | --- | --- | --- | --- | --- | --------------------------------------- |
| 1992 | The Freddie Mercury Album                                              | DE3 Platin · (18 Wo.)DE | AT2 Platin · (16 Wo.)AT | CH8 Platin · (12 Wo.)CH | UK4 ×2Doppelplatin · (25 Wo.)UK                                                                                                   | — | Erstveröffentlichung: 16. November 1992 |
| 1993 | Remixes                                                                | DE22 (12 Wo.)DE | AT25 (5 Wo.)AT | CH18 (7 Wo.)CH | — | — | Erstveröffentlichung: Dezember 1993     |
| 2000 | Solo                                                                   | DE55 (4 Wo.)DE | AT36 (5 Wo.)AT | CH42 (8 Wo.)CH | UK13 Gold · (9 Wo.)UK | — | Erstveröffentlichung: 7. November 2000  |
| 2006 | Lover of Life, Singer of Songs (The Very Best of Freddie Mercury Solo) | DE13 (8 Wo.)DE | AT7 (6 Wo.)AT | CH16 (10 Wo.)CH | UK6 Gold · (6 Wo.)UK | — | Erstveröffentlichung: 4. September 2006 |
| 2016 | Messenger of the Gods: The Singles Collection                          | DE33 (1 Wo.)DE | AT24 (1 Wo.)AT | CH53 (1 Wo.)CH | UK31 (1 Wo.)UK | — | Erstveröffentlichung: 2. September 2016 |
| 2019 | Never Boring                                                           | DE23 (2 Wo.)DE | AT21 (2 Wo.)AT | CH9 (2 Wo.)CH | UK18 (2 Wo.)UK | — | Erstveröffentlichung: 11. Oktober 2019  |

Weitere Kompilationen
- 1992: The Great Pretender

## Singles

### Als Leadmusiker
| Jahr | Titel Album                          | Höchstplatzierung, Gesamtwochen, AuszeichnungChartplatzierungen (Jahr, Titel, Album, Platzierungen, Wochen, Auszeichnungen, Anmerkungen) | Höchstplatzierung, Gesamtwochen, AuszeichnungChartplatzierungen (Jahr, Titel, Album, Platzierungen, Wochen, Auszeichnungen, Anmerkungen) | Höchstplatzierung, Gesamtwochen, AuszeichnungChartplatzierungen (Jahr, Titel, Album, Platzierungen, Wochen, Auszeichnungen, Anmerkungen) | Höchstplatzierung, Gesamtwochen, AuszeichnungChartplatzierungen (Jahr, Titel, Album, Platzierungen, Wochen, Auszeichnungen, Anmerkungen) | Höchstplatzierung, Gesamtwochen, AuszeichnungChartplatzierungen (Jahr, Titel, Album, Platzierungen, Wochen, Auszeichnungen, Anmerkungen) | Anmerkungen                              |
| Jahr | Titel Album                          | DE | AT | CH | UK | US | Anmerkungen                              |
| ---- | ------------------------------------ | --- | --- | --- | --- | --- | ---------------------------------------- |
| 1984 | Love Kills –                         | DE25 (12 Wo.)DE | AT9 (10 Wo.)AT | CH27 (3 Wo.)CH | UK10 (8 Wo.)UK | US69 (6 Wo.)US |                                          |
| 1985 | Made in Heaven Mr. Bad Guy           | DE60 (4 Wo.)DE | — | — | UK57 (4 Wo.)UK | — |                                          |
| 1985 | I Was Born to Love You Mr. Bad Guy   | DE17 (13 Wo.)DE | AT20 (4 Wo.)AT | CH24 (4 Wo.)CH | UK11 (10 Wo.)UK | US76 (4 Wo.)US | Erstveröffentlichung: 8. April 1985      |
| 1985 | Living on My Own Mr. Bad Guy         | — | — | — | UK50 (3 Wo.)UK | — | Erstveröffentlichung: Mai 1985           |
| 1986 | Time –                               | — | — | — | UK32 (5 Wo.)UK | — | Erstveröffentlichung: 12. Mai 1986       |
| 1987 | The Great Pretender –                | DE26 (20 Wo.)DE | AT26 (3 Wo.)AT | CH15 (12 Wo.)CH | UK4 (12 Wo.)UK | — | Erstveröffentlichung: 23. Februar 1987   |
| 1992 | In My Defence –                      | — | — | — | UK8 (7 Wo.)UK | — |                                          |
| 1993 | Living on My Own (Remix) Remixes     | DE2 Platin · (30 Wo.)DE | AT2 Gold · (22 Wo.)AT | CH2 (26 Wo.)CH | UK1 Gold · (13 Wo.)UK | — | Erstveröffentlichung: 20. September 1993 |
| 2006 | Love Kills (Sunshine People Remix) – | DE83 (3 Wo.)DE | — | CH98 (1 Wo.)CH | — | — | Erstveröffentlichung: 1. September 2006  |

Weitere Singles
- 1985: Love Me like There’s No Tomorrow
- 2019: Time Waits For No One

### Zusammenarbeiten
| Jahr | Titel Album             | Höchstplatzierung, Gesamtwochen, AuszeichnungChartplatzierungen (Jahr, Titel, Album, Platzierungen, Wochen, Auszeichnungen, Anmerkungen) | Höchstplatzierung, Gesamtwochen, AuszeichnungChartplatzierungen (Jahr, Titel, Album, Platzierungen, Wochen, Auszeichnungen, Anmerkungen) | Höchstplatzierung, Gesamtwochen, AuszeichnungChartplatzierungen (Jahr, Titel, Album, Platzierungen, Wochen, Auszeichnungen, Anmerkungen) | Höchstplatzierung, Gesamtwochen, AuszeichnungChartplatzierungen (Jahr, Titel, Album, Platzierungen, Wochen, Auszeichnungen, Anmerkungen) | Höchstplatzierung, Gesamtwochen, AuszeichnungChartplatzierungen (Jahr, Titel, Album, Platzierungen, Wochen, Auszeichnungen, Anmerkungen) | Anmerkungen                                                   |
| Jahr | Titel Album             | DE | AT | CH | UK | US | Anmerkungen                                                   |
| ---- | ----------------------- | --- | --- | --- | --- | --- | ------------------------------------------------------------- |
| 1987 | Barcelona               | DE47 (5 Wo.)DE | — | CH8 (13 Wo.)CH | UK2 Silber · (17 Wo.)UK | — | Erstveröffentlichung: 26. Oktober 1987 mit Montserrat Caballé |
| 2000 | Guide Me Home Barcelona | — | — | — | — | US86 (6 Wo.)US |                                                               |

Weitere Zusammenarbeiten
- 1987: Pepsi Is Music (Promo-EP mit Bruce Springsteen, Nina Hagen und Carly Simon)
- 1987: Hold On (mit Jo Dare)
- 1988: The Golden Boy (mit Montserrat Caballé)
- 1989: How Can I Go On (mit Montserrat Caballé)
- 1992: The Man from Manhattan (mit Brian May und Eddie Howell)

## Videoalben
| Jahr | Titel                          | Höchstplatzierung, Gesamtwochen, AuszeichnungChartplatzierungen (Jahr, Titel, Platzierungen, Wochen, Auszeichnungen, Anmerkungen) | Höchstplatzierung, Gesamtwochen, AuszeichnungChartplatzierungen (Jahr, Titel, Platzierungen, Wochen, Auszeichnungen, Anmerkungen) | Höchstplatzierung, Gesamtwochen, AuszeichnungChartplatzierungen (Jahr, Titel, Platzierungen, Wochen, Auszeichnungen, Anmerkungen) | Höchstplatzierung, Gesamtwochen, AuszeichnungChartplatzierungen (Jahr, Titel, Platzierungen, Wochen, Auszeichnungen, Anmerkungen) | Höchstplatzierung, Gesamtwochen, AuszeichnungChartplatzierungen (Jahr, Titel, Platzierungen, Wochen, Auszeichnungen, Anmerkungen) | Anmerkungen                            |
| Jahr | Titel                          | DE | AT | CH | UK | US | Anmerkungen                            |
| ---- | ------------------------------ | --- | --- | --- | --- | --- | -------------------------------------- |
| 2000 | The Video Collection           | — | — | — | UK14 (16 Wo.)UK | — | DVD/VCD/VHS                            |
| 2006 | Lover of Life, Singer of Songs | — | — | — | UK1 Gold · (13 Wo.)UK | — | 2 DVD                                  |
| 2012 | The Great Pretender            | — | — | — | UK3 (12 Wo.)UK | — | DVD/Blu-ray                            |
| 2018 | Under The Spotlight            | — | — | — | UK45 (2 Wo.)UK | — |                                        |
| 2019 | How It All Began               | — | — | — | UK26 (1 Wo.)UK | — | Erstveröffentlichung: 22. Februar 2019 |
| 2019 | The Greatest Showman           | — | — | — | UK12 (24 Wo.)UK | — | Erstveröffentlichung: 22. Februar 2019 |

Weitere Videoalben
- 1986: Video EP (VHS/Beta/Laserdisc)
- 1988: The Barcelona EP (mit Montserrat Caballé, VHS/Laserdisc)
- 1988: Barcelona (mit Montserrat Caballé, CDV)

## Boxsets
- 2000: The Solo Collection

## Statistik

### Chartauswertung
|                     | DE    | AT    | CH    | UK    | US    |
| ------------------- | ----- | ----- | ----- | ----- | ----- |
| Nummer-eins-Alben   | DE—DE | AT—AT | CH—CH | UK—UK | US—US |
| Top-10-Alben        | DE1DE | AT2AT | CH2CH | UK3UK | US—US |
| Alben in den Charts | DE8DE | AT8AT | CH8CH | UK7UK | US1US |

|                       | DE    | AT    | CH    | UK    | US    |
| --------------------- | ----- | ----- | ----- | ----- | ----- |
| Nummer-eins-Singles   | DE—DE | AT—AT | CH—CH | UK1UK | US—US |
| Top-10-Singles        | DE1DE | AT2AT | CH2CH | UK5UK | US—US |
| Singles in den Charts | DE7DE | AT4AT | CH6CH | UK9UK | US3US |

|                          | DE    | AT    | CH    | UK    | US    |
| ------------------------ | ----- | ----- | ----- | ----- | ----- |
| Nummer-eins-Videoalben   | DE—DE | AT—AT | CH—CH | UK1UK | US—US |
| Top-10-Videoalben        | DE—DE | AT—AT | CH—CH | UK2UK | US—US |
| Videoalben in den Charts | DE—DE | AT—AT | CH—CH | UK6UK | US—US |

### Auszeichnungen für Musikverkäufe
| Silberne Schallplatte - Frankreich - 1993: für die Single Living on My Own Goldene Schallplatte - Belgien - 1992: für das Album Freddie Mercury Album - Brasilien - 1992: für das Album Freddie Mercury Album - 2024: für die Single How Can I Go On - Finnland - 1993: für das Album Freddie Mercury Album - Frankreich - 2006: für das Videoalbum Lover of Life, Singer of Songs - Hongkong - 1992: für das Album Freddie Mercury Album - Italien - 2024: für die Single Living on My Own - Niederlande - 1993: für das Album Freddie Mercury Album - 1993: für die Single Living on My Own - Portugal - 2007: für das Album Lover of Life, Singer of Songs - Schweden - 1993: für die Single Living on My Own - 1994: für das Album Freddie Mercury Album - Spanien - 2006: für das Album Lover of Life, Singer of Songs - 2006: für das Videoalbum Lover of Life, Singer of Songs - Südafrika - 1992: für das Album Freddie Mercury Album - Taiwan - 1995: für das Album Freddie Mercury Album | Platin-Schallplatte - Argentinien - 1992: für das Album Freddie Mercury Album - Neuseeland - 1993: für das Album Freddie Mercury Album - Polen - 2007: für das Videoalbum Lover of Life, Singer of Songs - Singapur - 1992: für das Album Freddie Mercury Album 2× Platin-Schallplatte - Frankreich - 1994: für das Album Freddie Mercury Album - Spanien - 1992: für das Album Freddie Mercury Album |

Anmerkung: Auszeichnungen in Ländern aus den Charttabellen bzw. Chartboxen sind in ebendiesen zu finden.
| Land/RegionAuszeichnungen für Musikverkäufe (Land/Region, Auszeichnungen, Verkäufe, Quellen) | Silber     | Gold       | Platin       | Verkäufe  | Quellen                                                        |
| -------------------------------------------------------------------------------------------- | ---------- | ---------- | ------------ | --------- | -------------------------------------------------------------- |
| Argentinien (CAPIF)                                                                          | —          | —          | Platin1      | 60.000    | capif.org.ar (Memento vom 20. August 2011 im Internet Archive) |
| Belgien (BRMA)                                                                               | —          | Gold1      | —            | 25.000    | Einzelnachweise                                                |
| Brasilien (PMB)                                                                              | —          | 2× Gold2   | —            | 130.000   | pro-musicabr.org.br                                            |
| Deutschland (BVMI)                                                                           | —          | —          | 2× Platin2   | 1.000.000 | musikindustrie.de                                              |
| Finnland (IFPI)                                                                              | —          | Gold1      | —            | 26.638    | ifpi.fi                                                        |
| Frankreich (SNEP)                                                                            | Silber1    | Gold1      | 2× Platin2   | 735.000   | infodisc.fr                                                    |
| Hongkong (IFPI/HKRIA)                                                                        | —          | Gold1      | —            | 10.000    | Einzelnachweise                                                |
| Italien (FIMI)                                                                               | —          | Gold1      | —            | 50.000    | fimi.it                                                        |
| Neuseeland (RMNZ)                                                                            | —          | —          | Platin1      | 15.000    | aotearoamusiccharts.co.nz                                      |
| Niederlande (NVPI)                                                                           | —          | 2× Gold2   | —            | 100.000   | nvpi.nl                                                        |
| Österreich (IFPI)                                                                            | —          | Gold1      | Platin1      | 75.000    | ifpi.at                                                        |
| Polen (ZPAV)                                                                                 | —          | —          | Platin1      | 10.000    | olis.pl                                                        |
| Portugal (AFP)                                                                               | —          | Gold1      | —            | 10.000    | Einzelnachweise                                                |
| Schweden (IFPI)                                                                              | —          | 2× Gold2   | —            | 75.000    | sverigetopplistan.se                                           |
| Schweiz (IFPI)                                                                               | —          | —          | Platin1      | 50.000    | Einzelnachweise                                                |
| Singapur (RIAS)                                                                              | —          | —          | Platin1      | 20.000    | Einzelnachweise                                                |
| Spanien (Promusicae)                                                                         | —          | 2× Gold2   | 2× Platin2   | 250.000   | elportaldemusica.es                                            |
| Südafrika (RISA)                                                                             | —          | Gold1      | —            | 125.000   | Einzelnachweise                                                |
| Taiwan (RIT)                                                                                 | —          | Gold1      | —            | 10.000    | Einzelnachweise                                                |
| Vereinigtes Königreich (BPI)                                                                 | 2× Silber2 | 5× Gold5   | 2× Platin2   | 1.585.000 | bpi.co.uk                                                      |
| Insgesamt                                                                                    | 3× Silber3 | 22× Gold22 | 14× Platin14 |           |                                                                |